# Barent Fabritius
Bernard o Barent Pietersz Fabritius, també conegut simplement com a Fabritius, (Middenbeemster, Beemster, 1624 - Amsterdam, 1673) fou un pintor neerlandès.
Fill de Pieter Carelsz. Fabritius, va estudiar amb el seu germà Carel Fabritius, i probablement, també amb Rembrandt. Pintor d'escenes bíbliques (Els tres àngels davant Abraham, La presentació en el temple), mitològiques i de caràcter històric, a més d'expressius retrats.